# Nejc
Nejc je moško osebno ime.

## Izvor imena
Ime Nejc je tvorjenka na -c, nastala s krajšanjem imena Jernej.

## Različice imena
- moške različice imena: Jernej, Nec, Nej, Nejče, Nejko, Nace, Jernejc
- ženske različice imena: Jerneja, Neca, Neja, Nejca, Nejka

## Pogostost imena
Po podatkih Statističnega urada Republike Slovenije je bilo na dan 1. januarja 2018 v Sloveniji število moških oseb z imenom Nejc: 7,473. Med vsemi moškimi imeni pa je ime Nejc po pogostosti uporabe uvrščeno na 32. mesto.

## Osebni praznik
V koledarju je ime Nejc uvrščeno k imenu Jernej.